# Dialetto versiliese
Il dialetto versiliese è parlato nei seguenti territori della provincia di Lucca:
- nei comuni della Versilia ovvero i comuni già facenti parte dell'antico "Capitanato di Pietrasanta" enclave del Granducato di Toscana nel Ducato di Lucca.
- nelle località La Culla (divisa tra i comuni di Camaiore e Stazzema), di Monteggiori e in parte di Santa Lucia, ambedue nel comune di Camaiore (ex Ducato di Lucca).

Versiliese deriva da Versilia e a sua volta dal latino-ligure "Vesidia", toponimo che indicava genericamente i corsi d'acqua.
Il vernacolo è il risultato delle varie fusioni lessicali succedutesi e accavallatesi nel tempo. Si riscontrano infatti:
- un substrato apuano originario, dovuto alle tribù Liguri-Apuane, stanziate anticamente nel territorio;
- influenze del lucchese e del pisano antico, dovuto all'occupazione del territorio versiliese durante il periodo medioevale;
- influenze del fiorentino cinquecentesco dovuto all'amministrazione medicea a partire dal 1513.

Tutto questo ha contribuito a renderlo il classico dialetto intermedio tra quelli parlati a nord e a sud della Versilia. Spesso si differenzia dagli altri dialetti toscani per l'uso di alcuni vocaboli, per la pronuncia sonora delle lettere "T", "P", "C" gutturale e "C" palatale tra due vocali. Nonostante queste particolarità il vernacolo versiliese è comunque inglobato nella famiglia dei dialetti toscani occidentali (Accademia della Crusca in Firenze) a differenza di quelli parlati in buona parte della provincia di Massa-Carrara (eccetto Massa e Montignoso, come dimostrano recenti studi fatti da Daniele Vitali (glottologo)), i cui vernacoli sono classificati nel gruppo linguistico gallo-italico.
Alcuni esempi: luce si pronuncia "lug(g)e" dove la "g" non ha il suono della fricativa sonora, come nel resto della Toscana, ma un misto tra c e g, tanto da farla sembrare una g doppia; lepre si pronuncia "leb(b)re"; mobile si pronuncia "mo(p)ile" (questo avveniva con più frequenza nei paesi di montagna). La "c" palatale diviene una fricativa sonora in una serie di vocaboli come bacio, brace, camicia, che si pronunciano bagio, brage, camigia. Queste caratteristiche sono del tutto assenti in gran parte del territorio del comune di Pietrasanta, dove si ha una pronuncia classica toscana più evidente. Come tutti i dialetti, anche quello versiliese infatti non è del tutto omogeneo nelle zone in cui è parlato. Si hanno sfumature e a volte anche differenze, tra il dialetto parlato in pianura e quello parlato in montagna, e spesso anche tra paese e paese come ad esempio il verbo "andai" che diventa "andiedi" solo a Forte dei Marmi e zone limitrofe ma non in tutta la Versilia.

## Regole di ortografia e di pronuncia
In linea generale, oltre alla già citata pronuncia della "c" si hanno anche altre particolarità come:
- il dittongo "uo" di solito si trasforma in "ó" chiusa (analogamente al resto dei dialetti toscani dove però si trasforma in "o" aperta). Per esempio fuoco, uovo, fagiuolo diventano fóco, óvo, fagiólo. Fanno eccezione i vocaboli uomo, cuore, nuora che vengono pronunciati con la "ò" aperta: òmo, còre, nòra.[1]
- alcuni vocaboli che in italiano terminano con la "e" chiusa si pronunciano, in analogia alle lingue gallo-italiche, con la "e" aperta: perché diventa perchè, ma tuttavia ciò si verifica solo nelle aree più appartate e tra le persone più anziane.
- alcuni vocaboli come la casa, la porta, la paglia, il fumo in versiliese terminano in e: la case, la porte, la paglie, il fume.
- alcuni vocaboli come il bicchiere, il candeliere, ecc. anche se sono al singolare finiscono in "i": il bicchieri, il candelieri.
- le parole che in italiano finiscono in -ièri si pronunciano -iéri: ièri, i bicchièri diventano iéri, i bicchiéri.
- in alcune zone della Versilia nelle parole con la i semiconsonantica all'inizio o tra due vocali, a questa lettera viene aggiunto "gl": paiolo, aiuto diventano pagliolo, agliuto.
- la lettera "p" all'interno della parola, viene di solito pronunciata con un suono tra p e b, così da farlo sembrare una doppia b: lepre si pronuncia leb(b)re.
- la lettera "b" all'interno della parola, diventa una b sorda con un suono molto simile alla p: mobile, libro, ottobre diventano mopile, lipro, ottopre.
- in alcuni vocaboli che terminano in e, quest'ultima lettera si trasforma in a: febbre diventa così febbra.
- i vocaboli che iniziano per "l" se sono anticipati dall'articolo indeterminativo "un", cambiano la l in n per assimilazione: un libro, un lume diventano un nipro, un nume.
- la r doppia si pronuncia di norma r semplice: guerra, terra > guèra, tèra.
- analogamente anche altre consonanti doppie vengono pronunciate semplici: mattone>matone, camminare>caminare, quello>quelo, hanno>hano, davvero>davero. Fa eccezione la parola "duro" nella quale la "R" viene pronunciata doppia: durro.
- la lettera "s" viene pronunciata come "z" affricata sorda.
- all'avverbio ecco viene aggiunta una d iniziale: quindi si avrà d'ècco e analogamente d'èccoli, d'ècchilo, d'ècchimi, d'ècchili (eccoli, eccolo, eccomi, eccoli).
- ad alcuni vocaboli viene aggiunta una e (e epitetica): giù>giue, mamma (ma')>mae, qua>quae, qui>quie.
- sì e no diventano sie e noe oppure sivve e novve a seconda dell'uso. Sivve e novve enfaticamente possono diventare sivvepò e novvepò (sivvepoe, novvepoe).
- l'affermazione "sì", nei vari casi può essere sostituita anche dal suono é o dalle parole éì, éivve, éó. Può essere rafforzata enfaticamente da po', analogamente a sivve: sippò, eivvepò (sippoe, eivvepoe).
- la negazione "no", può essere sostituita da éie e può essere rafforzata da po': noppo.
- la negazione "non", è sostituita da un: - non ci vado - diventa - un ci vado-
- i vocaboli indicanti la pianta e il frutto solitamente hanno lo stesso genere: con pesca per esempio si indica indistintamente sia la pianta che il frutto. - A merenda hó mangio na pesca!-.
- "dentro" diventa "drento": - le posate èno drénto la cantera- (le posate sono nel cassetto).
- con vocaboli che iniziano con la "z" si usa l'articolo determinativo "il" in luogo di "lo": il zaino, il zucchero, il zolfanello, il zio, il zoppo in luogo di lo zaino, lo zucchero, lo zolfanello, lo zio, lo zoppo.
- in alcuni casi la "t" intervocalica si pronuncia "d": fatica>fadiga.
- la particella pronominale "ci" diventa "si": -Dio si salvi!- > -Dio ci salvi!-.
- i pronomi possessivi vengono sistematicamente troncati: mio, mia, tuo, tua, suo, sua diventano, sia al maschile che al femminile mi', tu', su', Mia madre>mi' mà, mio padre> mi'pà

## Verbi
- Al verbo essere in alcune sue forme viene aggiunta una d iniziale: era lì, erano qui, era qua, ecc. diventano d'èra lie, d'èrino quie, d'èra quae; questo avviene di solito quando si risponde ad una domanda. Esempio: - L'hai visti i mi' occhiali?- - Siè, d'erino quie sul tavolino!-
- nel verbo essere alla terza persona plurale del presente indicativo in luogo di "sono" si usa èno o ènno, a seconda della zona: - ci sono andati sabato- > -c'èno iti sabato-
- In quasi tutti i verbi, la prima persona plurale del presente indicativo, termina in -iemo anziché in -iamo: mangiamo>mangiemo, siamo>siemo, speriamo>speriemo, ecc.
- In tutti i verbi, la seconda persona plurale del presente indicativo, termina in -ete anziché in -ate nella prima coniugazione, in -iete anziché -ete nella seconda: mangiate>mangiete (1^), vedete>vediete (2^). Fa eccezione il verbo essere nella forma siete che diventa sète.
- In quasi tutti i verbi, la terza persona plurale del presente indicativo, termina in -ino come nel condizionale: mangiano, camminano, dormono diventano mangino, caminino, dormino.
- Gli infiniti dei verbi vengono sistematicamente troncati: mangiare>mangià, giocare>giócà, leggere>lègge.
- I verbi che al presente indicativo finiscono in -isco terminano in -iscio: finisco>finiscio, capisco>capiscio, ecc.
- Nei verbi che all'infinito sono accompagnati da una particella pronominale la r si assimila alla particella stessa: venirmi>venimmi, andarci>andacci, sentirsi>sentissi.
- Alla terza persona plurale del passato remoto i verbi della prima coniugazione finiscono in -ónno anziché in -arono: mangiarono>mangiónno, portarono>portónno, andarono>andónno."Fecero" diventa invece fenno.
- Quasi tutti i participi passati dei verbi della prima coniugazione vengono troncati: portato>porto, tagliato>taglio, mangiato>mangio. Esempio: -iérsera hó mangio la minestra!-.
- Il participio passato del verbo andare è ito anziché andato.
- Nell'imperfetto viene usata la forma -evo o -eo: stavo, stava diventano stacevo (staceo), staceva (stacea). Fanno eccezione facevo, faceva diventano faceo, facea. Avevo, aveva>aveo, avea.
- Il participio passato del verbo dire "detto" diviene ditto.
- Il verbo rompere può essere coniugato indifferentemente alla seconda o alla terza coniugazione; si potrà dire: -un no rompe!- ma anche -un no rompì!- (romp-ere, romp-ire); -rotto- ma anche -rompito-

## Vocaboli di chiara derivazione latina
Alcuni vocaboli sono transitati dal latino al versiliese in forma quasi intatta:
- nimo (dal latino nemo)>nessuno; segura, seguretto (dal latino secura)>ascia, accetta, accettino.
- Il verbo capire (nel senso di capienza, dal latino càpĕre): ci capìmo tutti?, ci capìte tutti? (ci stiamo tutti?, ci state tutti?).
- ire (da latino "ire") > andare (esempio Ièri son ito a la marina; letteralmente Ieri sono andato al mare.)

## Filastrocche
Il Sordo, il Céco e il Zoppo
Disse 'l sordo; sento un tordo!
Disse 'l céco: io lo vedo!
Disse il zoppo: caminiemo, siemo 'n tre lo racchiappiemo!
Cecco Rivolta
C'era 'na volta Cécco Rivolta
che facea i mmaccheroni,
se la fece ne' calzoni
e su ma' lo bastonó:
povero Cécco s'ammaló.
Lo portónno allo spedale,
povero Cécco stava male.
Lo portónno giù nell'orto,
povero Cécco d'éra morto.
lo portónno al Camposanto,
povero Cécco...ci sta tanto!

## Esempi
Italiano
Il tempo libero
Sono nato in Versilia e vi ho passato gli anni migliori della mia giovinezza. Ricordo, quando eravamo bambini, che le nostre mamme in autunno ci mandavano da soli nel bosco a raccogliere le castagne. Il terreno era disseminato di ricci e di foglie, per prenderle e per evitare di pungerci si utilizzava un bastone. Spesso, per il freddo le nostre mani erano intirizzite, allora si correva in casa per scaldarcele davanti al caminetto. Con le castagne le nostre mamme facevano la farina, le caldarroste, e le castagne lessate con l'alloro. Alcune castagne venivano buttate via perché erano bacate.
Versiliese storico
'l tempo lipero'
Sono nato 'n Versiglia e vi c' hó passo i méglio anni de la mi' gioventù. Ricordo, quand' èrimo batòcchi/cicchi, che le nostre mamme si mandavino soli a ffà le castagne. La tera d'èra piéna di ricci e di foglie, pe' piglialle e pe' un fassi punge, s'usavino de' bbastoni. A le volte, si pigliava la pazzia a le mane, allòra correimo 'n casa pe' scaldalle al camino. Co' le castagne le nostre mamme ci facevino la farina di ciaccio, le mondine e bballòtti coll'órbaco. Dele castagne venivino tire via perché avéino 'l béco.

## Modi di dire
-Durare quante 'n lampo s'una grotta!- (durare quanto una saetta che cade su una roccia!): dicesi di cosa scadente che dura pochissimo;

-Ha quant'el primo topo!- (è vecchio come il primo topo!): dicesi di persona attempata o cosa molto vecchia;

-C'èn le scépe!- oppure -C'èno i tetti bassi!- (letteralmente: -ci sono i rovi!-, -ci sono i tetti bassi!-): espressioni usate dagli adulti per indicare che devono moderare il linguaggio all'improvvisa comparsa dei bambini; 

Si ci al posto di "ci si" (esempio: si ci va ala marina òggi? invece di "ci si va al mare oggi?").

## Alcuni vocaboli tipici
- barbazzale = bargigli dei polli
- barluccicone = lacrima
- batòcchio = bimbo piccolo
- brignoccoloso = foruncoloso
- calòcchia = palo sottile per le viti e i fagioli
- ceccia = mettersi sedere (nel linguaggio infantile)
- ciccia di gallina = pelle d'oca
- émbricio = tegolo
- fóiónco = puzzola
- fùzzico = stecco aguzzo
- grottone = persona scostante
- grostello = pezzo di pane raffermo
- grostino = cattivo soggetto
- impecondrì = poltrire
- lòffa = peto
- lólócco = allocco
- la marina = il mare
- mìccio = asino
- órbaco = alloro
- pazzìa = freddo alle mani
- pippirillo = organo sessuale maschile (nel linguaggio infantile)
- pisalanca = altalena
- pitone = grossa pietra
- sbréndicoloni = a penzoloni
- sceccà = vuotare dei liquidi
- sdringollà = tentennare
- semoloso = lentigginoso
- spisancolàssi = sporgersi pericolosamente
- Sguire = sciogliere (s'è sguito il gelato).[1]

## Il versiliese oggi
Il dialetto fin qui descritto era parlato con più frequenza nel secolo scorso: oggigiorno, a parte le persone più anziane che ancora li usano, si sono persi moltissimi vocaboli tipici, tanto che il dialetto attuale non è altro che toscano pronunciato con la cadenza versiliese.

A Forte dei Marmi si tengono corsi facoltativi di versiliese per gli alunni.